# Slive
Slive is het vijfde stripalbum uit de Thorgal-parallelreeks De werelden van Thorgal: De jonge jaren van Thorgal. De strip werd voor het eerst uitgegeven bij Le Lombard in 2017. Het album is getekend door Roman Surzhenko met scenario van Yann.